# Eragrostis pygmaea
Eragrostis pygmaea är en gräsart som beskrevs av De Winter. Eragrostis pygmaea ingår i släktet kärleksgrässläktet, och familjen gräs.
Artens utbredningsområde är Namibia. Inga underarter finns listade i Catalogue of Life.